# Mare aux Songes
Die Mare aux Songes ist ein Sumpfgebiet im Südosten von Mauritius nahe der Küste. Es ist eine Fossillagerstätte, in der sich die subfossilen Überreste vieler im Holozän ausgestorbener Tierarten angesammelt haben. Hier wurden die ersten subfossilen Überreste von Dodos zu Tage gefördert.

## Geschichte
Im Jahr 1865 fand George Clark, ein Schulmeister aus Mahébourg, eine Fülle von Subfossilen Dodo-Knochen im Sumpf von Mare aux Songes im südlichen Mauritius. Inspiriert durch die Monographie The Dodo and its Kindred (1848) von Strickland und Melville, suchte Clark viele Jahre nach Überresten von Dodos. 1866 erklärte er seine Vorgehensweise im ornithologischen Journal The Ibis:

„Nach vielen vergeblichen Besuchen vor Ort, schickte ich einige Männer in die Mitte des Sumpfes, wo das Wasser ungefähr drei Fuß (92 cm) tief war. Durch das Fühlen im Schlamm mit ihren nackten Füssen, stießen sie auf einen vollständigen Schienbeinknochen, ein Stück von einem anderen und auf einen Tarsometatarsus. Die Dodo-Knochen waren ausschließlich im Schlamm des Grundwassers im tiefsten Teil des Sumpfes eingebettet … Ermutigt durch den Erfolg beschäftigte ich mehrere Arbeitskräfte, die in der beschriebenen Weise suchten. Ich stieß aber nur auf wenige Exemplare von Dodo-Knochen, bis mir einfiel, eine große Masse von schwebenden Wasserpflanzen bis zu einer Dichte von nahezu zwei Fuß (61 cm) wegzuschneiden, die den tiefsten Teil des Sumpfes bedeckten. Im Schlamm darunter wurde ich durch den Fund von vielen Dodo-Knochen belohnt.“

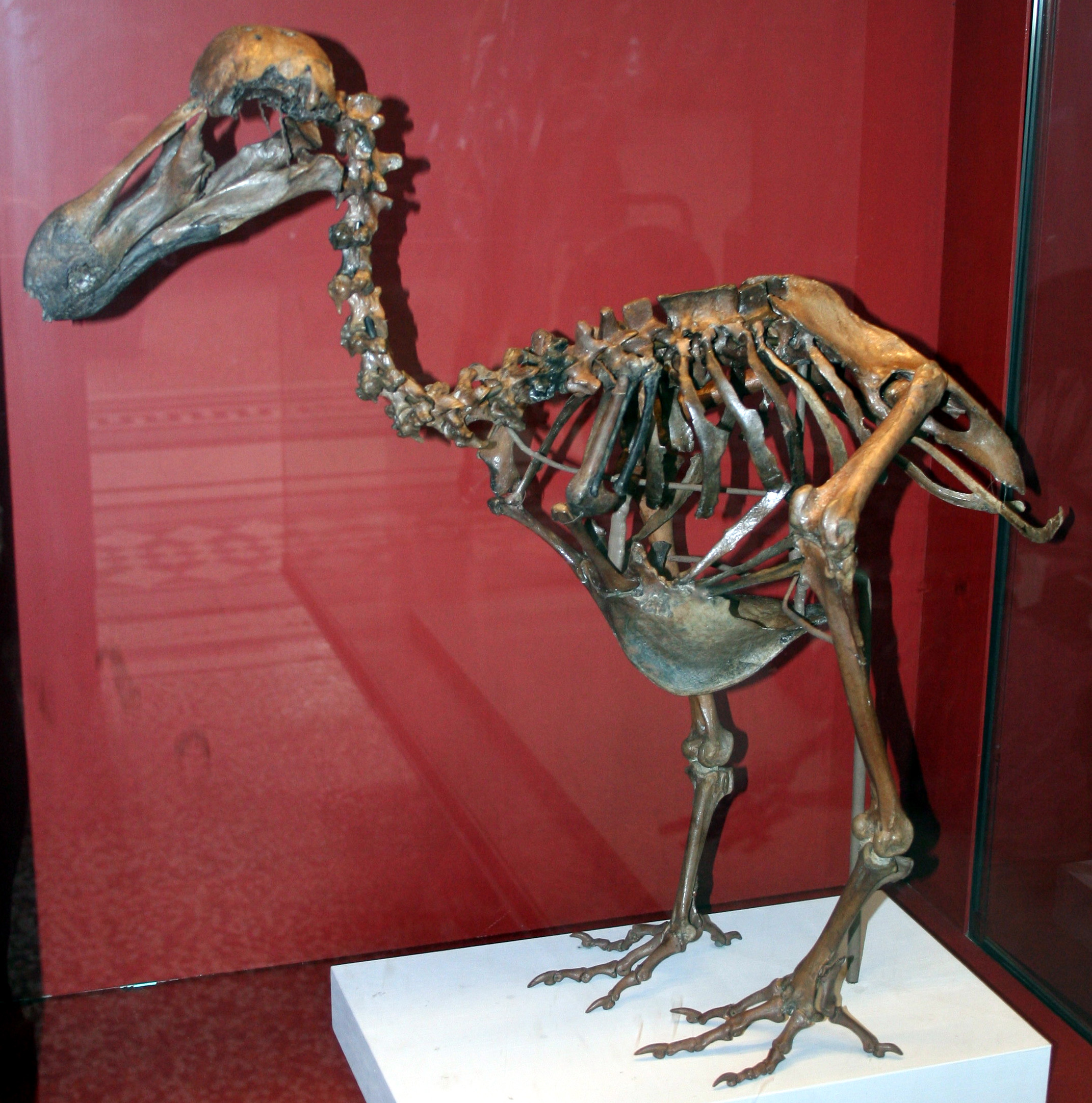
Dodo-Skelett aus dem Natural History Museum, das Richard Owen aus Knochen zusammensetzte, die im Mare-aux-Songes-Sumpf gefunden wurden

Überreste von über 300 Dodos wurden im Sumpf gefunden, jedoch waren nur sehr wenige Schädel und Flügelknochen darunter, was damit erklärt werden kann, dass die Oberkörper weggeschwemmt oder zersetzt wurden, während die untere Körperhälfte im Schlamm eingeschlossen war. In ähnlicher Weise wurden viele Überreste von Moas in den Sümpfen Neuseelands entdeckt. 1889 wurde Théodore Sauzier damit beauftragt, weitere Dodo-Überreste in der Mare aux Songes zu finden. Er war erfolgreich und förderte auch die Überreste von anderen ausgestorbenen Arten zu Tage. Heute wird bedeutendes Knochenmaterial von Dodos weltweit in 26 Museen aufbewahrt. Fast alles wurde in Mare aux Songes gefunden.
Im Oktober 2005, nach hundert Jahren der Vernachlässigung, wurde ein Teil der Mare aux Songes von einem internationalen Forscherteam ausgehoben. Viele Überreste wurden entdeckt, darunter Knochen von Dodos in verschiedenen Stadien der Reife und mehrere in ihrer natürlichen Position erhalten gebliebene Knochen, die offenbar vom Skelett eines einzelnen Dodos stammen. Diese Funde wurden im Dezember 2005 im Museum Naturalis in Leiden der Öffentlichkeit zugänglich gemacht. 63 Prozent der im Sumpf entdeckten Fossilien gehören zu Schildkröten der ausgestorbenen Gattung Cylindraspis, insbesondere zu den Arten C. triserrata und C. inepta. 7,1 Prozent sind fossiles Material von Dodos, das sich vor etwa 4000 Jahren innerhalb von mehreren Jahrhunderten abgelagert hatte. Nachfolgende Ausgrabungen legen nahe, dass Dodos und andere Tiere vor 4200 Jahren beim Versuch, nach einer langen Dürreperiode Wasser zu erreichen, im Mare-aux-Songes-Sumpf steckengeblieben sind.
Neben Dodo- und Cylindraspis-Knochen wurden in der Fossillagerstätte Mare aux Songes die Überreste von folgenden Arten gefunden: Réunionweihe (Circus maillardi), Mauritius-Fruchttaube (Alectroenas nitidissima), Maskarenen-Flughund (Pteropus niger), Rosentaube (Nesoenas mayeri), Mauritius-Eule (Mascarenotus sauzieri), Rosaflamingo (Phoenicopterus roseus), Mauritiusente (Anas theodori), Mauritius-Gans (Alopochen mauritianus), Mauritiusfalke (Falco punctatus), Riedscharbe (Phalacrocorax africanus), Mauritius-Grausittich (Psittacula bensoni), Mauritius-Nachtreiher (Nycticorax mauritianus), Typhlops cariei,  Mauritiusboa (Bolyeria multocarinata), Mauritius-Papagei (Lophopsittacus mauritianus), Mauritiussittich (Psittacula echo),  Maskarenen-Blässhuhn (Fulica newtoni), Mauritiusweber (Foudia rubra), Mauritius-Riesenskink (Leiolopisma mauritiana), Mauritius-Ralle (Aphanapteryx bonasia). sowie die Schneckenarten Tropidophora carinata und Plegma duponti